# Bowness-on-Windermere

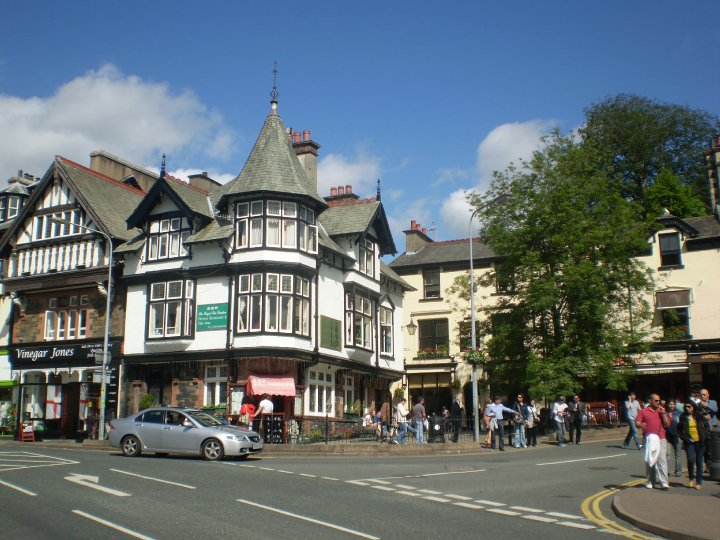
Stadscentrum

Bowness-on-Windermere is een stad (town) in het bestuurlijke gebied South Lakeland, in het Engelse graafschap Cumbria met ca. 3800 inwoners.
De gemeente is gelegen aan de oostelijke oever van het Windermere, het grootste meer van het Engelse Lake District en vervult derhalve een belangrijke toeristische functie, met vele mogelijkheden tot recreatie in de vorm van watersport, wandelen en winkelen.
Bowness-on-Windermere ontwikkelde zich met name na de aanleg van de spoorlijn van Oxenholme en Kendal naar Windermere in 1847. In 1894 werd het een civil parish. In 1905 ging de gemeenteraad samen met die van Windermere. De beide civil parishes fuseerden in 1974 onder de naam Windermere. De twee plaatsen zijn in de loop der jaren aan elkaar gegroeid, maar ze bezitten nog altijd ieder een eigen centrum.
De gebouwen in Bowness dateren voornamelijk uit de victoriaanse en edwardiaanse periode. Uitzondering daarop is St. Martin's Church, die in 1483 werd gebouwd op een nog oudere fundering.
Een andere attractie in Bowness die veel bezoekers trekt is de World of Beatrix Potter Attraction, gewijd aan het leven en werk van de schrijfster en illustrator Beatrix Potter.

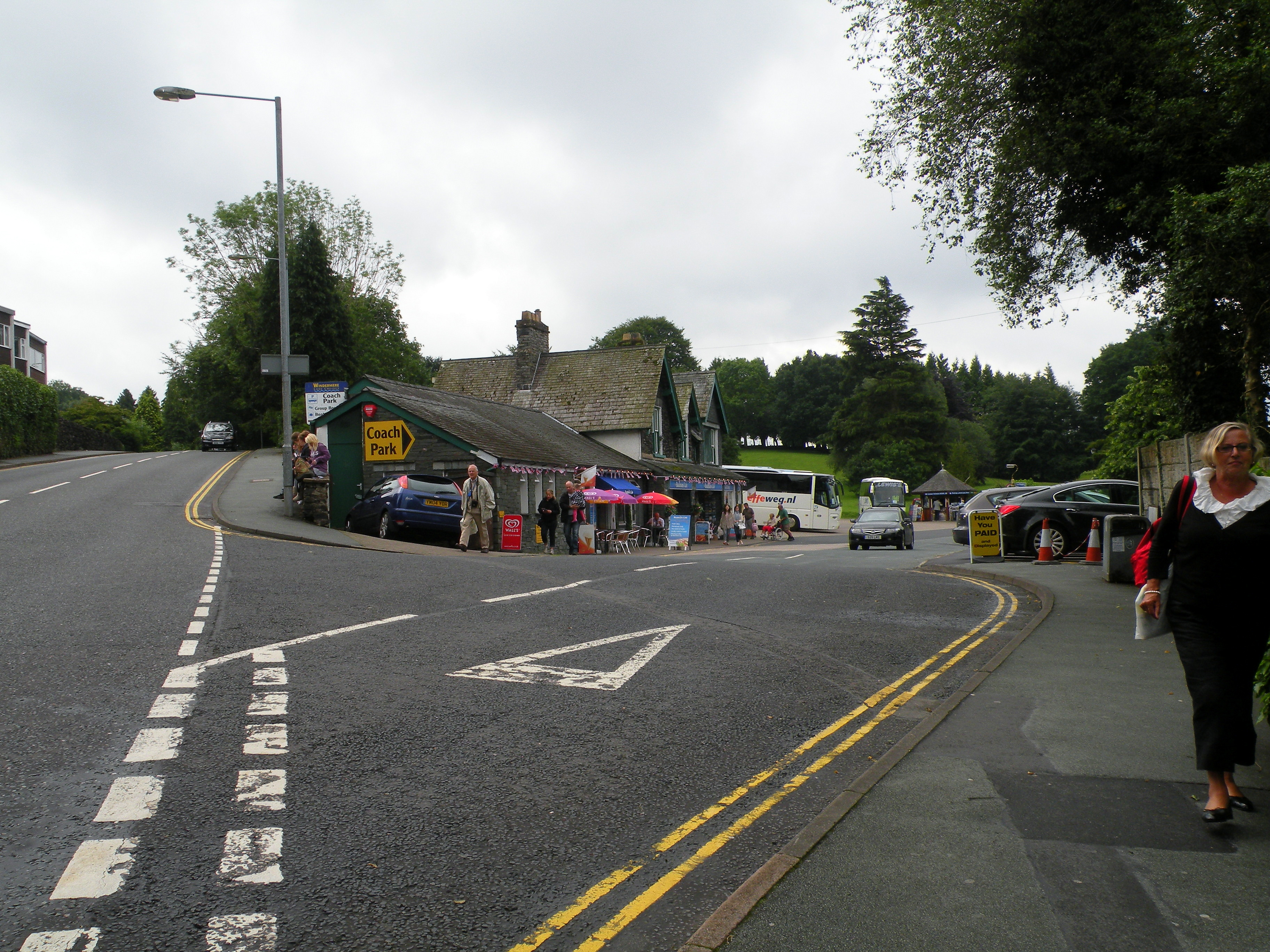
Bowness-on-Windermere bij het meer